# Такапото
Такапото (фр. Takapoto, остров Спиридова) — атолл в архипелаге Туамоту (Французская Полинезия) в группе островов Кинг-Джордж. Расположен в 560 км к северо-востоку от острова Таити и в 8 км к юго-западу от атолла Такароа.

## География
Атолл имеет форму овала. Длина острова составляет около 20 км, ширина — 6 км. В центре расположена лагуна, полностью изолированная от океанических вод.

## История
Такапото задолго до появления первых европейцев был населён полинезийцами, которые соорудили на атолле большое количество мараэ, полинезийских церемониальных площадок. Европейцами Такапото был открыт в 1616 году.

## Административное деление
Административно входит в состав коммуны Такароа.

## Население
В 2007 году численность населения Такапото составляла 472 человек. Главное поселение — деревня Факатопатере.

## Экономика
Главное занятие местных жителей — рыболовство, производство копры и выращивание жемчуга. На острове действует аэродром.